# Pańska Wysoczka
Pańska Wysoczka (niem. Güntherhöhe, 658 m n.p.m.) – szczyt w centralnej części Północnego Grzbietu Gór Kaczawskich, w Sudetach Zachodnich, we wschodniej części masywu Okola, między Okolem a Świerkami.
Zbudowany ze staropaleozoicznych skał metamorficznych – zieleńców i łupków zieleńcowych oraz fyllitów i łupków albitowo-serycytowych z grafitem oraz fyllitów, łupków albitowo-serycytowych z grafitem i kwarcytów oraz keratofirów (skał metamorficznych pochodzenia wulkanicznego), należących do metamorfiku kaczawskiego. Porośnięty lasem świerkowym, niżej pola i łąki.